# Josef Hemmerle
Josef Hemmerle, křtěný Josef Vinzenz Hemmerle (12. prosince 1914 Hora Svatého Šebestiána – 30. října 2003 Eichenau) byl česko-německý historik církevních dějin a vedoucí bavorského státního archivu.  

## Život
Narodil se v Hoře svatého Šebestiána v domě čp. 182, v rodině Josefa Hemmerla, vedoucího krušnohorské těžby rašeliny. Absolvoval gymnázium v Bohosudově a v Chomutově. Dále vystudoval filozofii, historii a germanistiku na filozofické fakultě a teologii na teologické fakultě, obojí na Německé univerzitě v Praze. V Praze během studií rád hrával v kostelech na varhany. 
Patřil k aktivním nacistům. Již během studií si 8. října 1940 podal přihlášku do NSDAP a 1. ledna 1941 byl přijat s evidenčním číslem 8.424.809. V únoru roku 1942 obhájil doktorskou disertaci s titulem Mikuláš z Loun, první profesor pražské univerzity. Téhož roku vstoupil do wehrmachtu a 7. března se oženil s chomutovskou učitelkou Margaret Julií Markelovou (*  1920) z Přečapel, s níž měl dva syny a dvě dcery. 
Poté odjel na západní frontu, kde dosáhl hodnosti poručíka a velitele baterie. Po zranění se v roce 1944 dostal do britského zajateckého tábora, kde mu bylo umožněno vyučovat duchovní vědy. V roce 1947 nastoupil do bavorského hlavního státního archivu v Mnichově. Roku 1968 přesídlil do archivu v Landshutu, kde byl ředitelem až do roku 1975.
Patřil k první generaci členů sudetoněmeckého Collegia Carolina. Kromě organizační a dokumentační práce se věnoval vědeckému výzkumu a publikaci řádových archivů benediktinů, cisterciáků, augustiniánů a nejstaršímu období dějin české bailivy Řádu německých rytířů.

## Dílo (výběr)
- Die Benediktinerklöster in Bayern. München 1951
- Editor a spoluautor, Die Deutschordens-Ballei Böhmen in ihren Rechnungsbüchern 1382–1411. Vydal:Wissenschaftliches Archiv, Bonn 1967 (3 svazky).
- Editor, Die Benediktinerabtei Benediktbeuern, in: Germania Sacra. Neue Folge 28, Das Bistum Augsburg: Teil 1. Walter de Gruyter, Berlin 1991, ISBN 978-3-11-012927-4